# Ethnophaulisme
 (juin 2018).
 (juin 2018).
Si vous disposez d'ouvrages ou d'articles de référence ou si vous connaissez des sites web de qualité traitant du thème abordé ici, merci de compléter l'article en donnant les références utiles à sa vérifiabilité et en les liant à la section « Notes et références ».

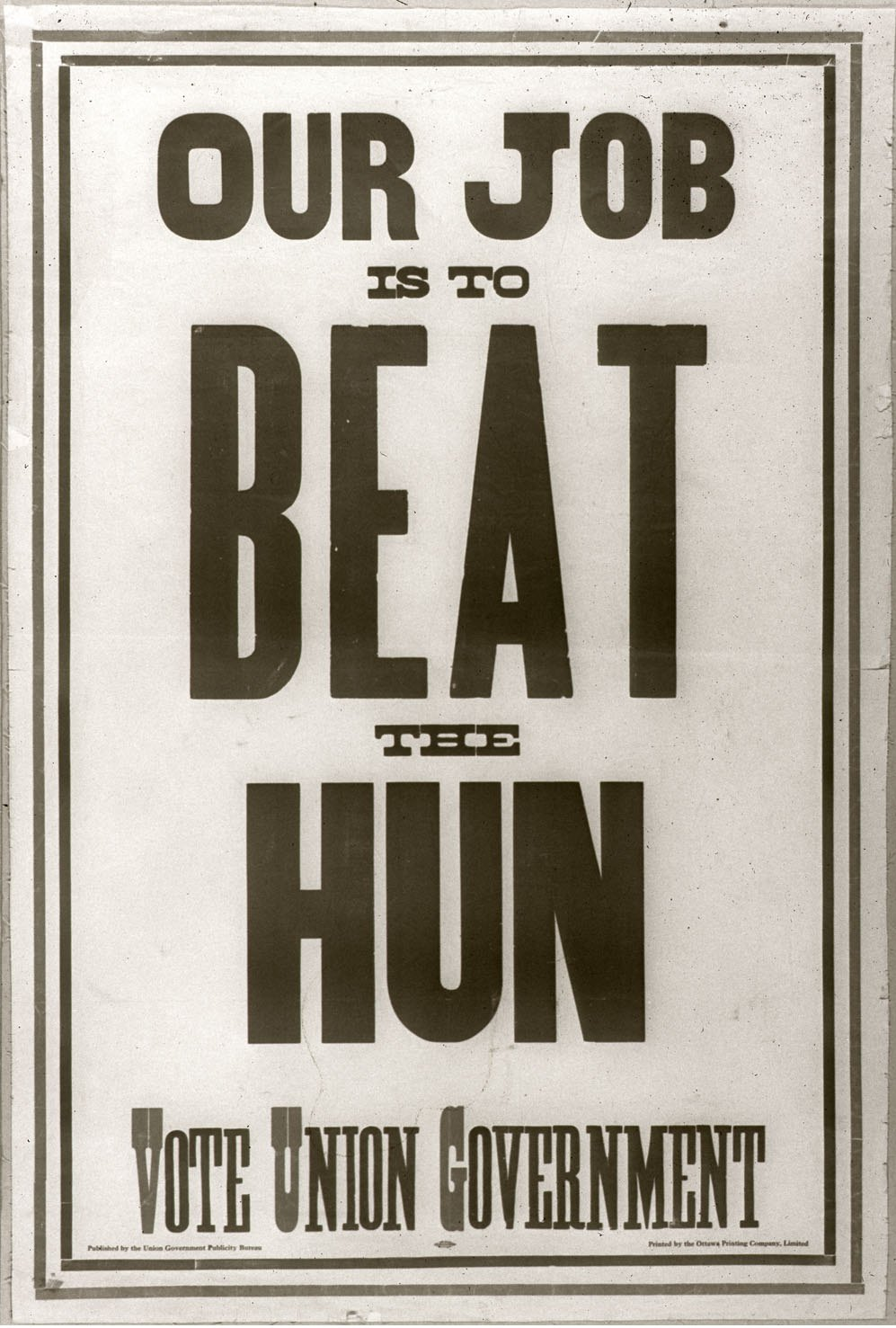
Our Job is to Beat the Hun, affiche électorale canadienne de 1917. Le mot Hun est un ethnophaulisme anglo-saxon désignant les Allemands, avec lesquels le Canada était alors en guerre.

Un ethnophaulisme est un terme péjoratif utilisé pour désigner un groupe ethnique. L'expression a été créée en 1944 par le psychologue américain Abraham Aron Roback.

## Étymologie et usage
Le mot ethnophaulisme est un néologisme composé du grec ancien ἔθνος, « le peuple », et φαῦλος, « sans valeur » ou « mauvais ». Il s'agit donc d'un ethnonyme péjoratif. Il peut consister en une réduction métonymique d'un peuple à une caractéristique, notamment culinaire (rosbif, froggies). Certains ethnophaulismes sont aussi employés de manière positive, comme des  affirmations identitaires (polak, rital). Dans les pays anglo-saxons, l'expression derogatory ethnic label (DEL) (« qualificatif ethnique dégradant ») est utilisée dans le cadre législatif antidiscriminatoire. 

## Exemples
Quelques ethnophaulismes désignant les Allemands :
- Boche en France ;
- Crucco (de) en Italie[4]
- Jerry dans les pays anglophones[5]
- Kraut au Royaume-Uni et aux États-Unis[6]
- Alman, Kartoffel en Allemagne

Quelques ethnophaulismes désignant les Français :
- Froggy dans les pays anglophones[7]
- Gabacho en Espagne[8]
- Franzmann, Froschfresser en Allemagne
- Liagouchatniki (du russe liagouchka, « grenouille ») en Russie[9],[10].

Sur la base d'une étude du lexique des langues russe et anglaise, Aleksandr Grichtchenko propose de diviser les ethnophaulismes en deux catégories : les ethnophaulismes motivés (mots russes ou anglais dont la sémantique est claire pour les locuteurs) et les ethnophaulismes non motivés (emprunts lexicaux) .